# Nicomia cicadoides
Nicomia cicadoides är en insektsart som beskrevs av Walker. Nicomia cicadoides ingår i släktet Nicomia och familjen hornstritar. Inga underarter finns listade i Catalogue of Life.